# Sarah Palin
(/ˈpeɪlɨn/; sinh ngày 11 tháng 2 năm 1964) là thống đốc trẻ nhất và là nữ thống đốc đầu tiên của tiểu bang Alaska. Ngày 29 tháng 8 năm 2008, bà được ứng viên tổng thống Đảng Cộng hòa John McCain chọn liên danh tranh cử trong chức vụ phó tổng thống vào kỳ bầu cử tổng thống 2008.
Năm 45 tuổi, bà Palin đã bất ngờ thông báo tại nhà riêng ở thành phố Wasila, Alaska, trong thời điểm cả nước Mỹ chuẩn bị cho ngày quốc khánh 4 tháng 7 năm 2009 là sẽ từ chức Thống đốc Alaska ngày 26 tháng 7 và Phó thống đốc Sean Parnell sẽ thế chỗ bà lãnh đạo bang Alaska.
Nữ thống đốc và đội ngũ nhân viên vẫn giữ bí mật về kế hoạch tương lai của bà.